# 度量衡
度量衡（どりょうこう）は、租税・貨幣・土地制度などの確立のため、計量に用いる長さ（度）・体積（量）・重さ（衡）の基準を定めた制度。

## 意義
人類の量の観念は数の観念と並行して発達してきた。字義的には、度は「長さ」および「さし（ものさし）」、量は「体積」および「枡（升、ます）」、衡は「質量」および「秤（はかり）」を表している。
度量衡制度は特に国内一律の徴税や金貨や銀貨などの秤量貨幣の正確な計量が主な目的であった。計量は客観的な基準がなければ困難であり、計量の基準には時間的普遍性、空間的不変性、再現性がなければならない。
度量衡制度は、支配者が徴税の基準を定めたり、大規模な建築を行ったり、天文や気象の知識に基づく権威保持のために用いられてきた。しかし、いったん定着して慣習化すると強大な権力でも変更は困難となり、復古によって度量衡を統一することが繰り返された。

## 歴史
メートル法が一般的になるまで、黄河流域を源流とするものと、チグリス・ユーフラテスおよびナイル川を源流とするものの二つがあり、それぞれ大きさや名称において多くの共通点をもっている。

### 西洋
紀元前5000年から4000年頃、古代バビロニアでは高度な度量衡制度が創設されており、時間や角度の係数法は現代でも世界的に用いられている。古代バビロニアでは最初は計数法にも度量衡にも十進法を使用していたが、やがて時間、角度、貨幣も含めて60進法を使用するようになった。

### 東洋
黄河流域では紀元前1700年頃には度量衡制度があった痕跡が認められている。古代中国の度量衡制度は紀元前221年に始皇帝によって統一された。ただし、単位系が整備されたのは王莽のときとされており、劉歆（りゅういん）により十進法の単位系が組み立てられた。

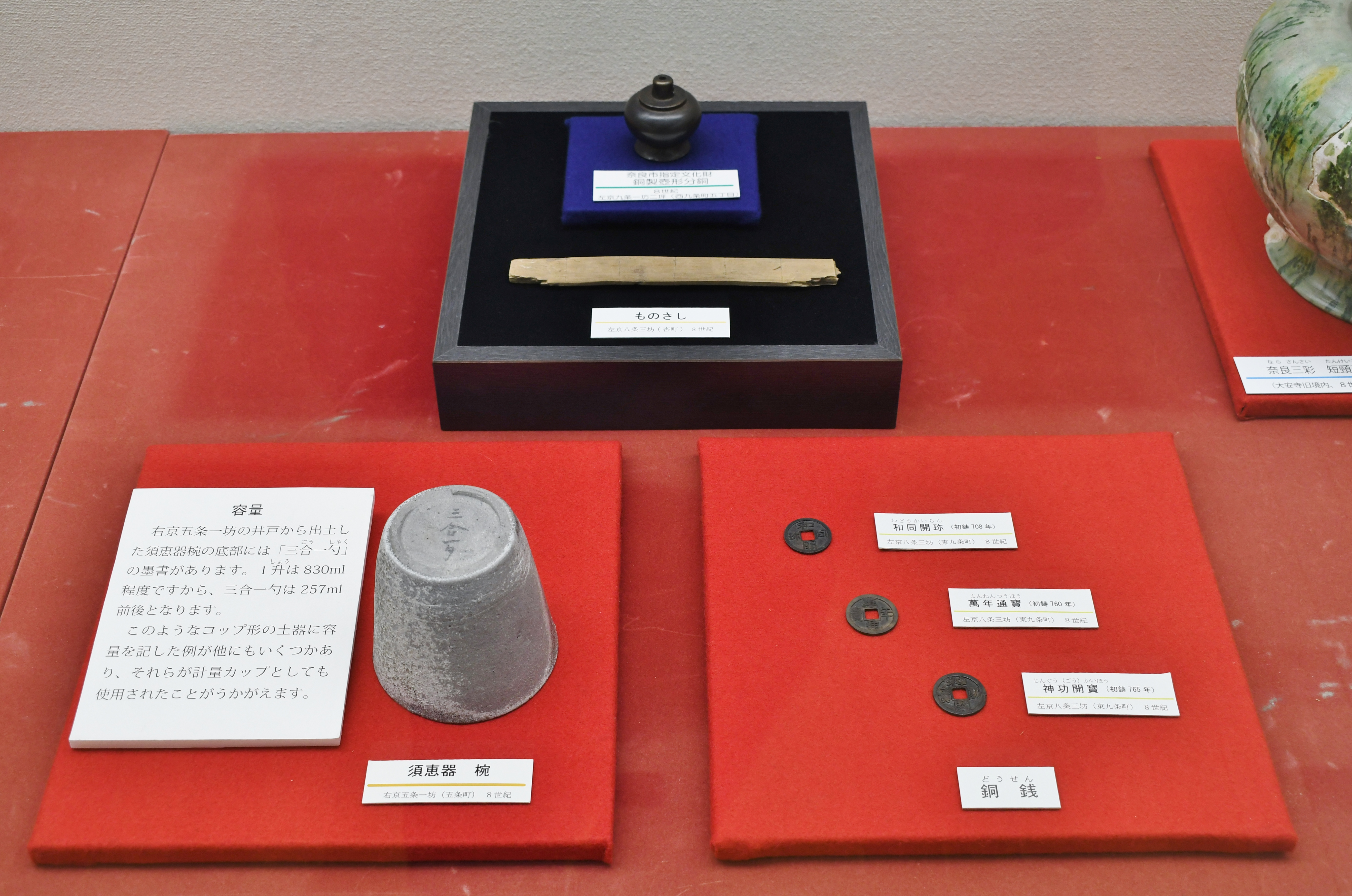
平城京の度量衡と貨幣
（奈良市埋蔵文化財調査センター展示）

日本では701年（大宝元年）に唐の律令制度を手本にして大宝律令で定められた度量衡が最初のものである。